# Concattedrale di Santa Maria Assunta (Irsina)
La chiesa di Santa Maria Assunta è il duomo di Irsina e concattedrale dell'arcidiocesi di Matera-Irsina.

## Storia

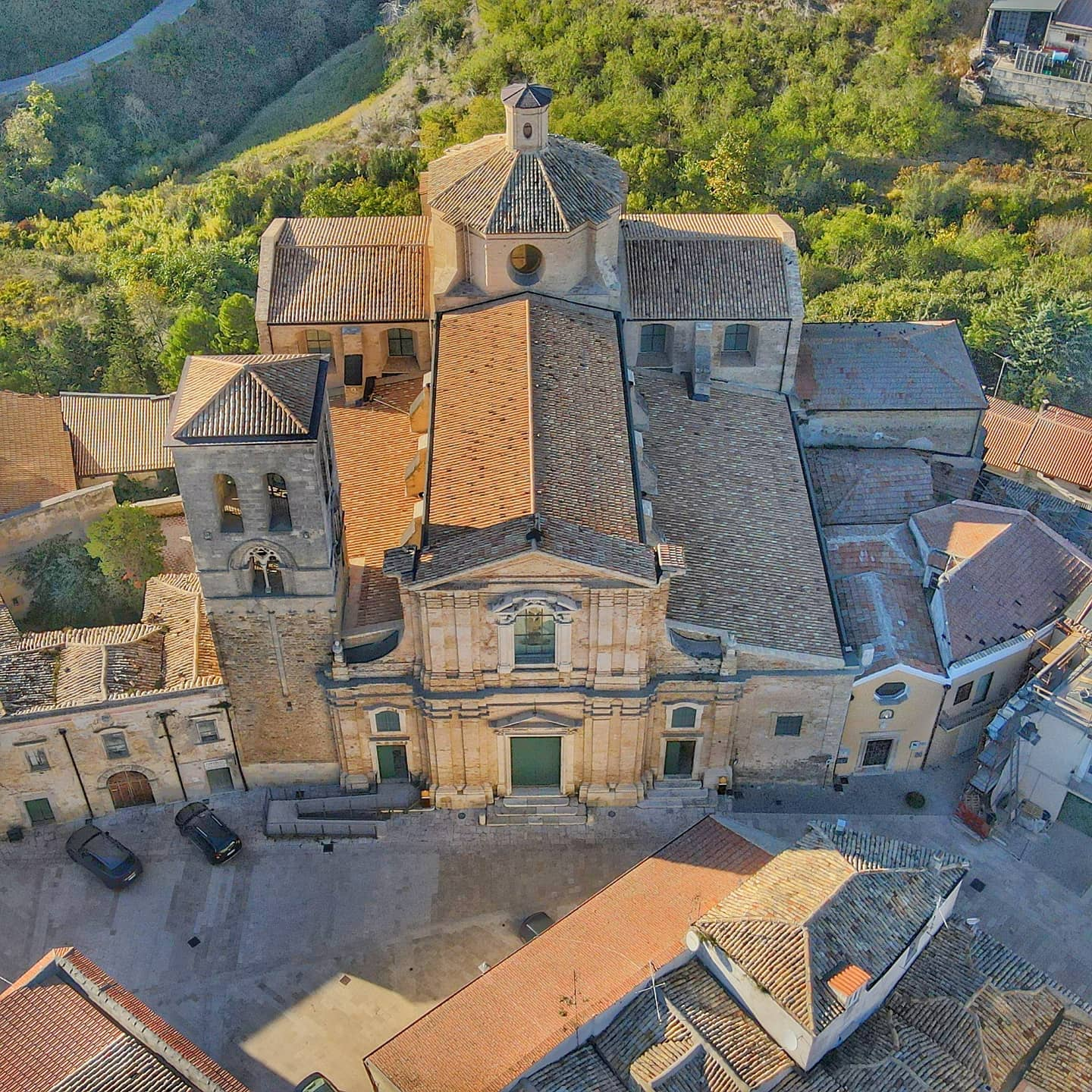
Veduta aerea della Cattedrale

L'edificio ha origini antiche. Secondo una tradizione esso fu ricostruito dopo un incendio in stile romanico nel 988 dal principe di Salerno, Giovanni; fu ancora ricostruito ed ampliato dopo un saccheggio nel 1133. La chiesa fu poi sostanzialmente rifatta in forme barocche nel Settecento e consacrata nel 1802. Solo il campanile, oltre alla cripta romanica, ha conservato il suo aspetto originario, romanico nella parte inferiore e gotico in quella superiore, con finestre bifore ed archetti pensili.
Un importante restauro (sia interno che esterno), durato più di un anno, si è concluso nei primi mesi del 2016.

## Descrizione

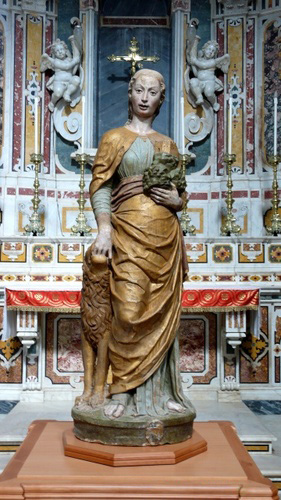
Statua di Sant'Eufemia attribuita ad Andrea Mantegna o a Pietro Lombardo.

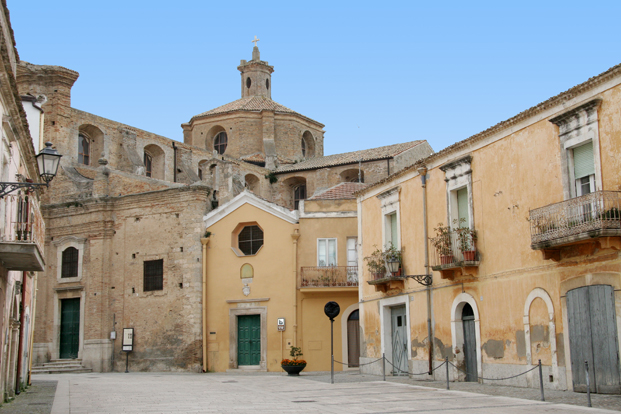
Cattedrale di Irsina vista da piazza G. Garibaldi

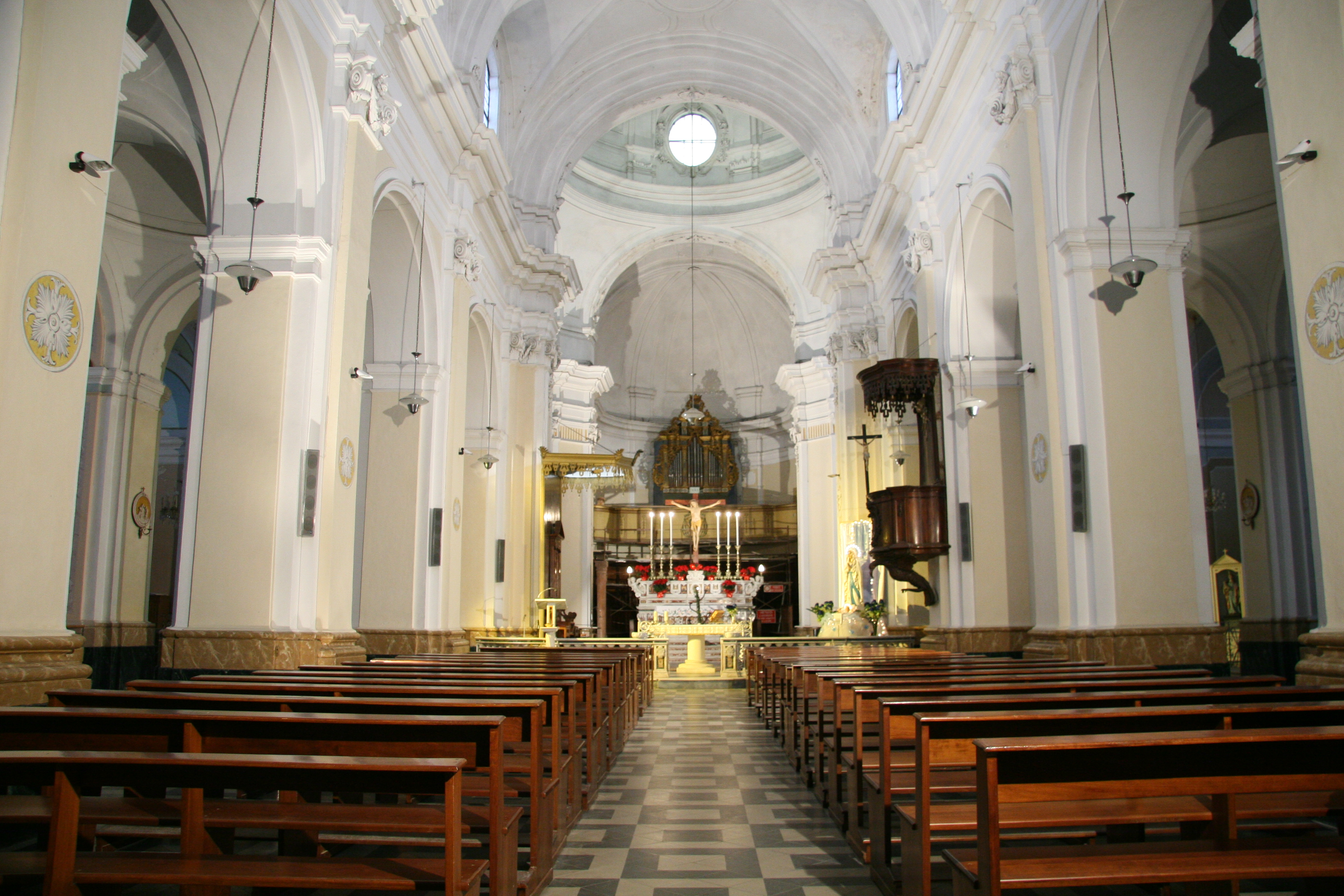
Navata centrale della Cattedrale di Irsina

La facciata si presenta in forme barocche napoletane, con un portale centrale riccamente decorato. L'interno è a pianta a croce latina, con tre navate suddivise da pilastri e terminanti con tre absidi, con transetto sormontato da una cupola, e con cappelle laterali.
Tra le opere d'arte degne di menzione, si ricordano:
- il fonte battesimale in marmo rosso finemente lavorato (1454);
- una statua in pietra raffigurante una Madonna col bambino di Nicolò Pizzolo (metà del XV secolo);
- il coro ed il pulpito, di legno, entrambi del Settecento;
- sopra l'altare maggiore, il Crocifisso ligneo della scuola del Donatello (1454), la cui espressione è resa in termini drammatici e realistici;
- diverse opere settecentesche di scuola napoletana, tra cui la Visitazione e l'Adorazione del Bambino Gesù ad opera di Andrea Miglionico, ed altre opere della donazione De Mabilia (XV secolo);
- la cripta romanica con pianta a croce greca e pilastri; parte della cripta poggia sulla pietra viva;
- la controversa statua raffigurante Sant'Eufemia, patrona della città; l'opera è stata attribuita al Mantegna da Clara Gelao, direttrice della Pinacoteca provinciale di Bari, con il sostegno di parte della critica tra cui Vittorio Sgarbi, ed è stata esposta alla mostra del Mantegna tenutasi nel 2006 a Mantova[2][3]. Secondo altri critici, invece, tra cui Giovanni Agosti che ha curato l'esposizione del Mantegna al Louvre, l'opera, esposta anche in quella mostra, è da attribuire a Pietro Lombardo[4][5]. Il dibattito tra le due correnti di pensiero è tuttora aperto[6].